# Eddy Baldewijns
Edouard S.L.J.L. (Eddy) Baldewijns (ur. 22 kwietnia 1945 w Borlo, obecnie część Gingelom) – belgijski polityk, samorządowiec i nauczyciel, parlamentarzysta, minister w rządzie Regionu Flamandzkiego, w latach 1994–1995 przewodniczący Rady Flamandzkiej (dla Regionu Flamandzkiego).

## Życiorys
W 1966 uzyskał uprawnienia do nauczania historii i języka francuskiego w Provinciale Normaalschool w Tienen, od 1967 do 1977 pracował zawodowo jako nauczyciel francuskiego w Hasselt. Zaangażował się w działalność Belgijskiej Partii Socjalistycznej, a po jej podziale wstąpił do aktywnej w Regionie Flamandzkim Partii Socjalistycznej (zasiadał w jej krajowych i lokalnych władzach). Od 1971 do pozostawał radnym miasta Borlo, następnie do 1977 do 2004 po połączeniu gmin zasiadał w radzie miejskiej Gingelom (od 1989 do 2006 był także tamtejszym burmistrzem). W latach 1977–1995 członek Izby Reprezentantów. Od 1977 do 1995 oddelegowany do Rady Kulturowej Regionu Flamandzkiego, w 1980 przekształconej w Radę Flamandzką (Vlaamse Raad). Zajmował stanowisko jej przewodniczącego od 13 stycznia 1994 do maja 1995. Uzyskał mandat w pierwszych bezpośrednich wyborach do Parlamentu Flamandzkiego w 1995, jednak zrezygnował z niego i do 1999 zajmował stanowisko ministra w rządzie Regionu Flamandzkiego odpowiedzialnego za planowanie przestrzenne, roboty publiczne i transport (w 1998 objął odpowiedzialność za edukację kosztem planowania przestrzennego). W latach 1999–2008 był zastępcą sekretarza generalnego Unii Ekonomicznej Beneluksu, następnie od 2008 do 2018 kierował RAGO (flamandzką radą odpowiedzialną za nadzór nad edukacją).
Oficer Orderu Leopolda. Jest aktywnym masonem, należy do loży Tijl Uilenspiegel należącej do Wielkiego Wschodu Belgii.